# Liga Calcídica

Macedonia y la Calcídica.

La Liga Calcídica fue una alianza de ciudades calcídicas encabezada por Olinto, que fue fundada tras abandonar las ciudades costeras por consejo del rey Pérdicas II de Macedonia en víspera de la sublevación (433, 432 a. C.) de los calcideos, botieos y potideatas.
La liga se desarrolló después de la guerra del Peloponeso y en 390 a. C. firmó un tratado con el rey Amintas III de Macedonia. En 382 a. C. muchas de las ciudades griegas al oeste del Estrimón ya habían quedado bajo su dependencia, e incluso dominaba Pela, la ciudad principal de Macedonia.
Las ciudades de Acanto y Apolonia pidieron ayuda contra la Liga a Esparta, que envió a Eudamidas y después a Teleutias, hermano de Agesilao II, con dos mil hombres a los que se unió Derdas, príncipe de Elimia con 400 caballeros. Teleutias obtuvo la victoria, pero fue derrotado bajo los muros de la ciudad; entonces fue enviado al rey Agesipolis I que siguió la guerra, pero murió de fiebres y le sucedió el general Políbiades, que obligó a Olinto a disolver la confederación en 379 a. C., después de tres años de guerra. Olinto hubo de entrar en la alianza lacedemonia encabezada por Esparta.
Hacia el 377 a. C. la Liga se rehízo. Pidna, Metone y Potidea y la región del golfo Termaico, antes parte de la liga, fueron incluidas en la alianza ateniense entre el 368 a. C. y el 363 a. C. y la liga no paró de crecer e incluía a 32 ciudades en 358 a. C. En el mismo año, Anfípolis fue ocupada por Filipo II de Macedonia. La Liga pidió negociar la entrada en la alianza ateniense, pero Macedonia lo evitó de momento, y se apoderó de Antemunte y de la ciudad de Potidea, que era ateniense. En 352 a. C. el resto de la Liga entró en la alianza ateniense y en 350 a. C. Filipo II le declaró la guerra. Olinto llevó el peso de la lucha y fue conquistada por los macedonios en 348 a. C., acabando así el poder de la ciudad (que fue arrasada) y el de las ciudades confederadas que hubieron de someterse a Macedonia, lo que hicieron sin una gran resistencia.